# Пировских, Александр Геннадьевич
Александр Геннадьевич Пировских (род. 10 июня 1958, Челябинск, Челябинская область, РСФСР, СССР) — российский мошенник и серийный убийца, убивший 5 человек в городе Челябинске в период с 1997 по 1999 год.

## Биография

### Жизнь до преступлений
Александр Пировских родился 10 июня 1958 года в Челябинске в семье работников местных промышленных предприятий Геннадия Александровича и Ольги Анатольевны Пировских. Его жизнь складывалась, как у многих детей тех лет — после школы он пошёл в армию. Отслужив, он окончил ПТУ и устроился работать на Челябинский автоматно-механический завод (АМЗ). После социально-экономических потрясений, связанных с распадом СССР, он уволился и стал заниматься коммерцией: ездить в Новосибирск за товарами и продавать их в Челябинске на местных рынках. Уходя с завода, он выточил на станке себе небольшой двуствольный стреляющий агрегат. Пировских обладал патологической жадностью к деньгам, по воспоминаниям знакомых, был неприятным человеком.

### Преступления
Идею к мошенничеству дала ему произошедшая с ним автомобильная авария. Владелец машины, зацепившей машину Пировских, заплатил ему, не доводя дело до ГАИ. В результате тот решил заниматься так называемыми «автоподставами», то есть нарочно устраивать автомобильные аварии так, чтобы был виноват другой водитель, с целью получения компенсации. Первый же опыт оказался удачным, и Пировских поставил подобную деятельность на поток. В посёлке Новотроицкий Сосновского района Челябинской области, по улице Трактовая, он купил дом, который оформил на отца и застраховал, а затем подделал купчую на себя и вторично застраховал в другой компании. Следом он умышленно поджёг дом и получил большую сумму денег в качестве страховки с обеих компаний.
Вскоре Пировских решился на новое преступление. Он купил по дешёвке разбитую «Волгу» с чистыми документами, решив угнать такую же машину, перебить номера и использовать её в качестве личного автотранспорта. В марте 1997 года он сел в попутную машину, застрелил из самодельного стреляющего устройства водителя Маргаряна и вывез тело за город. Там он отрезал убитому голову и кисти рук, закопал их на песчаном карьере, а тело утопил в водоёме. Таким образом, Пировских завладел новой «Волгой». Спустя некоторое время он продал её. Тем не менее «челночный» бизнес Пировских не бросил, поскольку считал, что статус коммерсанта добавляет ему веса в глазах окружающих.
Во время одной из поездок в Новосибирск он познакомился с Еленой Герасимовой, матерью двоих детей, которая также торговала на рынке. Он представился ей героем войны в Афганистане и участником расследования «Хлопкового дела» в группе Тельмана Гдляна и Николая Иванова. Через какое-то время они оформили официальный брак. Пировских решил прибрать к рукам все квартиры родственников новой жены. Также вскоре из мест лишения свободы в Челябинск вернулся двоюродный брат его жены Андрей Банников, который прописался в квартире Тамары Тихоновой, матери Елены. Пировских не собирался отказываться от своих планов. Квартиры он собирался продать под предлогом переезда в Краснодарский край, в один большой дом, а затем убить всех. Однако родственники Герасимовой отказались переезжать.
В феврале 1999 года с подачи Пировских Герасимова пригласила Андрея Банникова к себе в гости. После совместных посиделок Банников в состоянии сильного алкогольного опьянения вызвался проводить Пировских. У ДК Металлургов тот оторвал доску от скамейки и нанёс Банникову несколько сокрушительных ударов по голове, от которых тот скончался на месте. Вернувшись домой, он рассказал всё жене и уговорил её не выдавать его друзьям убитого, членам местных преступных группировок.
Не желая далее тянуть решение вопроса с квартирами, Пировских решил продать лишь квартиру жены, которая поддержала идею мужа переехать в Краснодарский край. После продажи квартиры Пировских Герасимова и её сыновья от первого брака Алексей и Егор погрузили вещи на арендованный грузовик и поехали в село Туктубаево Сосновского района Челябинской области. Там 30 октября 1999 года Пировских хладнокровно убил всех троих, а тела сбросил в заброшенный шурф шахты. Добычей Пировских с тройного убийства стали 4279 долларов США.

### Арест, следствие и суд
Вскоре Пировских был вычислен сотрудниками правоохранительных органов как убийца, но доказательств против него не было. Спустя полтора года он был арестован и дал признательные показания, показав место захоронения тел Герасимовой и её детей, а также признавшись ещё в двух убийствах и многочисленных эпизодах мошенничеств.
В январе 2003 года Челябинский областной суд по совокупности преступлений приговорил Александра Пировских к пожизненному лишению свободы с отбыванием наказания в исправительной колонии особого режима (ИК-6 «Чёрный дельфин» в Оренбургской области).

## В массовой культуре
- Документальный фильм «Домик на крови» из цикла «Цена любви» (2004)
- Документальный фильм «Люди исчезают в полдень» из цикла «Криминальная Россия» (2005)
- Документальный фильм «Проклятый дом» из цикла «Вне закона» (2006)